# Cristian Onofrei
Cristian Onofrei (n. 28 februarie 1987, București) este un jucător profesionist de rugby, ce evoluează pe postul de fundaș la echipa CS Dinamo București.
Cristian Onofrei a început să practice acest sport de la o vârstă frageda, prima echipa la care a activat fiind Rugby Club Juventus București. Cum insa gruparea respectiva era prea mica pentru el, Cristian Onofrei a făcut rapid pasul catre CS Dinamo București, club cu care a reușit să câstige inclusiv un titlu de campion național la juniori I, în 2006, după o finală în care CS Dinamo București s-a impus, cu 31-3, împotriva Clubului Sportiv Metrorex. A fost, practic, o finală decisa de piciorul magic al uverturii dinamoviste, Cristian Onofrei reușind să-și treaca în cont 19 puncte dintr-un eseu, două transformari și patru lovituri de pedeapsa.
Evoluțiile foarte bune l-au transformat și intr-unul dintre cei mai buni jucători de la loturile naționale de juniori și de tineret, Cristian Onofrei reprezentând România la diferite turnee internaționale care au avut loc pe fel de fel de meleaguri, din Tunisia și Germania până în Emiratele Arabe Unite.